# 鹿特丹精英
鹿特丹精英（荷蘭語：Excelsior Rotterdam）是一間位於鹿特丹的荷蘭球會，成立於1902年7月23日，現時於荷甲作賽。球會前稱鹿特丹足球和運動員精英聯盟（荷蘭語：Rotterdamse Voetbal en Atletiek Vereniging Excelsior）。2008年在荷蘭甲組足球聯賽排名榜末，直接降級到荷蘭乙組足球聯賽角逐。2014年憑藉贏得升班附加賽而升班甲組，重返頂級聯賽，並連續兩季在聯賽排名15位護級成功。
精英隊現在是飛燕諾的一間衛星球會，球會接受來自飛燕諾的金錢和球員（以租借或免費轉會名義）。精英隊的主場位於伍德斯廷公園運動場，最近改建後可容納4千多人。

## 歷史沿革

### 創立初期
精英足球俱樂部於1902年7月23日正式成立，原名「鹿特丹足球與田徑俱樂部精英隊」。俱樂部最初由一群居於鹿特丹克拉林恩區的摯友創立，早期在18世紀莊園伍德斯坦的場地上進行足球賽事。正式成立後，鹿特丹市政廳正式批准使用該場地。由於20世紀初足球仍屬精英運動，精英隊因此成為荷蘭首批工人階級俱樂部之一。

### 首度輝煌
1945-46賽季，精英隊首次成功升入荷蘭業餘足球頂級聯賽「甲級聯賽」。在德奎普體育場舉行的關鍵升級戰對陣VUC隊時，吸引了52,000名觀眾觀賽。儘管次季即降級，球隊於1951-52賽季再度升級成功。進入職業化時代後，精英隊三度奪得荷乙聯賽冠軍（1974、1979、2006年），並多次升入荷甲聯賽，但多數時期在頂級聯賽停留時間較短。
1929-30賽季，精英隊曾挺進荷蘭盃決賽，最終以0-1惜敗同城對手飛燕諾。戰前最重要成就當屬奪得「銀球獎盃」——在該高規格季前邀請賽決賽中，球隊以5-0大勝飛燕諾。

### 職業化推手
1950年代中期，精英隊成為推動荷蘭足球職業化的核心力量。當皇家荷蘭足球協會（KNVB）持續禁止球員收取報酬時，俱樂部主席亨克·宗與董事阿德·利布雷赫茨聯合費耶諾德、鹿特丹斯巴達及ADO海牙等隊，成功說服協會主席漢斯·霍普斯特。1954年8月，KNVB正式通過職業化提案，開啟荷蘭職業足球新紀元。

### 近期發展
2010年，精英隊在荷甲升降級附加賽決戰中擊敗同城對手鹿特丹斯巴達，時隔多年重返頂級聯賽。該季陣容主要由飛燕諾租借球員構成，由前飛燕諾青年隊教練亞歷克斯·帕斯托爾執掌帥印。2010-11賽季荷甲聯賽中，球隊開局勢如破竹，前五輪豪取10分，更在主場鹿特丹德比以3-2力克飛燕諾。賽季後段，精英隊持續展現「巨人殺手」本色，主場爆冷擊敗阿爾克馬爾，並逼平格羅寧根與當季冠軍阿賈克斯。常規賽收官戰中，球隊雖以4-1客場擊敗維迪斯，卻因淨勝球劣勢位列第16名，需與丹保殊、赫尔蒙德体育進行升降級附加賽。最終主場4-2力克赫爾蒙德體育，驚險保住荷甲席位。
2011-12賽季，精英隊在荷甲34輪僅獲4勝，排名墊底再度降入荷乙，此後數季在甲乙級間起伏。根據最新動態，球隊於2022-23賽季重返荷甲征戰，此前曾在2019年遭遇降級。

## 榮譽

### 荷蘭聯賽
- 荷蘭乙組足球聯賽
  - 冠軍(3): 1973/1974年、1978/1979年、2005/2006年；

## 球員

### 國家隊球員
以下球員曾在效力於SBV精英隊期間，入選其所屬的國家男子足球代表隊。

| - 阿魯巴 - 米沙恩·莫利納 (2023–2024) - 基曼尼·内德 (2023–現今) 佛得角 - 傑弗里·福爾特斯 (2016–2020) - 托尼·瓦雷拉 (2014–2015) 庫拉索 - 納坦·馬克洛 (2022–2023) - 雷維恩·羅薩里奧 (2024–現今) 剛果民主共和國 - 佐敦·保塔卡 (2013–2015) 加納 - 克里斯蒂安·吉安 (1998; 2006–2007) | - 幾內亞 - 艾哈邁德·門德斯·莫雷拉 (2019–2021) 冰島 - 米凱爾·安德森 (2018–2019) - 奥格姆杜爾·克里斯丁森 (2017–2018) - 阿尼·斯韋因松 (1978–1979) 日本 - 小倉隆史 (1993–1994) 荷蘭 - 馬爾滕·赫羅貝 (1922–1932) - 海門·拉格瓦爾德 (1950–1963) - 安德韋萊·斯洛里 (2005–2007) - 阿里·弗米爾 (1940–1956) | - 愛爾蘭 - 大卫·干路尼 (1999–2001) - 特洛伊·柏洛特 (2023–2024) 荷屬聖馬丁 - 倫·布萊克爾 (2023–2024) - 羅南·奧利瓦切 (2023–現今) 千里達及托巴哥 - 萊維·加西亞 (2018) |  |

- 粗體標示球員為現役SBV精英隊員且仍效力所屬國家隊。括號年份為效力精英隊期間。

## 外部連結
- 官方網站 （页面存档备份，存于）